# Cooper Barnes
Nick Cooper Barnes (ur. 15 kwietnia 1979 w Sheffield) – amerykański aktor brytyjskiego pochodzenia. Pierwotnie występował pod swoim imieniem Nick Barnes; teraz natomiast używa drugiego imienia Cooper.

## Wczesne lata
Barnes urodził się w Anglii i dorastał w stanie Michigan w USA. Uczęszczał tam do Northville High School w Northville do 1997 roku, a następnie przeniósł się do Los Angeles, w Kalifornii i skupia się na profesjonalnym aktorstwie.
Od 2007 roku występował w małych rolach filmowych i serialowych, między innymi w Californication i Dowody zbrodni. Od 2012 dołączył do obsady młodzieżowych seriali: Powodzenia, Charlie!, Para królów, Switched at Birth, Jessie czy Podmiejski czyściec. W 2014 otrzymał propozycję zagrania głównej roli Raya Manchestera w serialu Nickelodeon Niebezpieczny Henryk.

## Życie prywatne
Jest żonaty z Liz Stewart. W 2016 urodziła im się córka Ripley.

## Filmografia

### Seriale TV
- 2007: Californication
- 2009: Dowody zbrodni
- 2011–2012: Pacino & Pacino Talent Agency
- 2012: Powodzenia, Charlie!
- 2012–2013: Para królów (1 Odcinek)
- 2013: Switched at Birth (Zamienione przy urodzeniu)
- 2013: Jessie
- 2013: Defending Santa
- 2014: Podmiejski czyściec
- 2014: Sunken City
- 2014-2020: Niebezpieczny Henryk (Nickelodeon)
- 2018: Przygody Niebezpiecznego Henryka (Nickelodeon)
- 2020: Niebezpieczny oddział (Nickelodeon)